# Meghann Shaughnessy

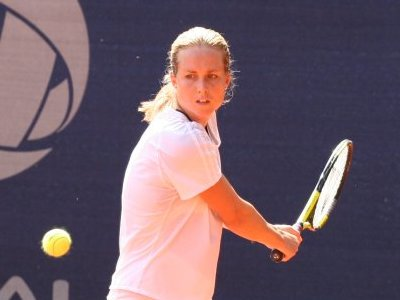
Berlijn 2005

Meghann Shaughnessy (Richmond, 13 april 1979) is een voormalig tennisspeelster uit de Verenigde Staten van Amerika. Op haar zevende begon zij met tennis spelen. Haar favoriete ondergrond is hardcourt. Zij speelt rechtshandig en heeft een tweehandige backhand. Zij was actief in het internationale tennis van 1994 tot en met 2011.

## Loopbaan

### Enkelspel
In 1994 speelde zij haar eerste ITF-toernooi in Mexico. In 1995 won zij haar eerste ITF-toernooi in het vrouwenenkelspel. Op het WTA-circuit maakte zij haar debuut in Boedapest in 1996, en in 1998 kwam zij binnen in de top 100. Op het WTA-toernooi van Shanghai 2000 haalde zij haar eerste WTA-titel binnen. In totaal won zij zes WTA-titels, de laatste in 2007 in Barcelona.
Haar beste resultaat op de grandslamtoernooien is het bereiken van de kwartfinale, op de Australian Open 2003. Haar hoogste positie op de WTA-ranglijst is de elfde plaats, die zij bereikte in september 2001.

### Dubbelspel
Shaughnessy behaalde in het dubbelspel betere resultaten dan in het enkelspel. Zij stond in 1999 voor het eerst in een WTA-finale, op het toernooi van Bol, samen met de Roemeense Andreea Vanc – zij verloren van Jelena Kostanić en Michaela Paštiková. In 2000 veroverde Shaughnessy haar eerste WTA-titel, op het toernooi van Québec, samen met de Australische Nicole Pratt, door Els Callens en Kimberly Po te verslaan. In 2004 mocht zij deelnemen aan de WTA Tour Championships, samen met Russin Nadja Petrova – zij gingen als kampioenen weer naar huis. In totaal won zij zeventien WTA-titels, de laatste in 2011 in Parijs, samen met landgenote Bethanie Mattek-Sands.
Haar beste resultaat op de grandslamtoernooien is het bereiken van de halve finale. Haar hoogste positie op de WTA-ranglijst is de vierde plaats, die zij bereikte in maart 2005.

#### Gemengd dubbelspel
In deze discipline haalde Shaughnessy een finaleplaats op het US Open 2007, samen met Leander Paes uit India.

### Tennis in teamverband
In 2002 en 2003 maakte Shaughnessy deel uit van het Amerikaanse Fed Cup-team – zij vergaarde daar een winst/verlies-balans van 4–4.

## Posities op deWTA-ranglijst
Positie per einde seizoen:
| jaar | rang enkelspel | rang dubbelspel |
| ---- | -------------- | --------------- |
| 1994 | 705            | –               |
| 1995 | 425            | –               |
| 1996 | 165            | –               |
| 1997 | 164            | –               |
| 1998 | 72             | –               |
| 1999 | 97             | 62              |
| 2000 | 39             | 36              |
| 2001 | 12             | 14              |
| 2002 | 30             | 17              |
| 2003 | 17             | 25              |
| 2004 | 40             | 6               |
| 2005 | 66             | 19              |
| 2006 | 37             | 15              |
| 2007 | 53             | 17              |
| 2008 | 838            | 268             |
| 2009 | 586            | 221             |
| 2010 | –              | 34              |
| 2011 | –              | 19              |

## Palmares
| Legenda                | Legenda                  |
| ---------------------- | ------------------------ |
| Grandslamtoernooi      |                          |
| Olympische Spelen      |                          |
| Year-End Championships |                          |
| tot 2009               | 2009 – 2020 / vanaf 2021 |
| Tier I                 | Premier Mandatory        |
| Tier II                | Premier Five / WTA 1000  |
| Tier III               | Premier / WTA 500        |
| Tier IV & V            | International / WTA 250  |
|                        | Challenger / WTA 125     |

### WTA-finaleplaatsen enkelspel
| nr.              | finale     | toernooi         | ondergrond    | tegenstandster      | score         |         |
| ---------------- | ---------- | ---------------- | ------------- | ------------------- | ------------- | ------- |
| gewonnen finales |            |                  |               |                     |               |         |
| 1.               | 2000-10-22 | WTA Shanghai     | hardcourt (i) | Iroda Tulyaganova   | 7-6, 7-5      | details |
| 2.               | 2001-09-23 | WTA Québec       | tapijt (i)    | Iva Majoli          | 6-1, 6-3      | details |
| 3.               | 2003-01-11 | WTA Canberra     | hardcourt     | Francesca Schiavone | 6-1, 6-1      | details |
| 4.               | 2006-05-21 | WTA Rabat        | gravel        | Martina Suchá       | 6-2, 3-6, 6-3 | details |
| 5.               | 2006-08-26 | WTA Forest Hills | hardcourt     | Anna Smashnova      | 1-6, 6-0, 6-4 | details |
| 6.               | 2007-06-16 | WTA Barcelona    | gravel        | Edina Gallovits     | 6-3, 6-2      | details |
| verloren finales |            |                  |               |                     |               |         |
| 1.               | 2001-03-04 | WTA Scottsdale   | hardcourt     | Lindsay Davenport   | 2-6, 3-6      | details |
| 2.               | 2001-05-06 | WTA Hamburg      | gravel        | Venus Williams      | 3-6, 0-6      | details |
| 3.               | 2002-01-12 | WTA Sydney       | hardcourt     | Martina Hingis      | 2-6, 3-6      | details |
| 4.               | 2005-02-19 | WTA Memphis      | hardcourt (i) | Vera Zvonarjova     | 6-7, 2-6      | details |

### WTA-finaleplaatsen vrouwendubbelspel
| nr.              | finale     | toernooi          | ondergrond    | partner                | tegenstandsters                          | score         |         |
| ---------------- | ---------- | ----------------- | ------------- | ---------------------- | ---------------------------------------- | ------------- | ------- |
| gewonnen finales |            |                   |               |                        |                                          |               |         |
| 01.              | 2000-11-05 | WTA Québec        | hardcourt (i) | Nicole Pratt           | Els Callens Kimberly Po                  | 6-3, 6-4      | details |
| 02.              | 2001-05-13 | WTA Berlijn       | gravel        | Els Callens            | Cara Black Jelena Lichovtseva            | 6-4, 6-3      | details |
| 03.              | 2002-01-05 | WTA Gold Coast    | hardcourt     | Justine Henin          | Åsa Carlsson Miriam Oremans              | 6-1, 7-6      | details |
| 04.              | 2003-10-05 | WTA Moskou        | tapijt (i)    | Nadja Petrova          | Anastasija Myskina Vera Zvonarjova       | 6-3, 6-4      | details |
| 05.              | 2004-04-04 | WTA Miami         | hardcourt     | Nadja Petrova          | Svetlana Koeznetsova Jelena Lichovtseva  | 6-2, 6-3      | details |
| 06.              | 2004-04-11 | WTA Amelia Island | gravel        | Nadja Petrova          | Myriam Casanova Alicia Molik             | 3-6, 6-2, 7-5 | details |
| 07.              | 2004-05-09 | WTA Berlijn       | gravel        | Nadja Petrova          | Janette Husárová Conchita Martínez       | 6-2, 2-6, 6-1 | details |
| 08.              | 2004-05-16 | WTA Rome          | gravel        | Nadja Petrova          | Paola Suárez Virginia Ruano Pascual      | 2-6, 6-3, 6-3 | details |
| 09.              | 2004-07-25 | WTA Los Angeles   | hardcourt     | Nadja Petrova          | Conchita Martínez Virginia Ruano Pascual | 6-7, 6-4, 6-3 | details |
| 10.              | 2004-08-28 | WTA New Haven     | hardcourt     | Nadja Petrova          | Martina Navrátilová Lisa Raymond         | 6-1, 1-6, 7-6 | details |
| 11.              | 2004-11-15 | WTA Championships | hardcourt     | Nadja Petrova          | Cara Black Rennae Stubbs                 | 7-5, 6-2      | details |
| 12.              | 2005-09-18 | WTA Bali          | hardcourt     | Anna-Lena Grönefeld    | Yan Zi Zheng Jie                         | 6-3, 6-3      | details |
| 13.              | 2006-01-07 | WTA Gold Coast    | hardcourt     | Dinara Safina          | Cara Black Rennae Stubbs                 | 6-2, 6-3      | details |
| 14.              | 2006-03-05 | WTA Acapulco      | gravel        | Anna-Lena Grönefeld    | Shinobu Asagoe Émilie Loit               | 6-1, 6-3      | details |
| 15.              | 2007-01-12 | WTA Sydney        | hardcourt     | Anna-Lena Grönefeld    | Marion Bartoli Meilen Tu                 | 6-3, 3-6, 7-6 | details |
| 16.              | 2010-05-23 | WTA Warschau      | gravel        | Virginia Ruano Pascual | Cara Black Yan Zi                        | 6-3, 6-4      | details |
| 17.              | 2011-02-13 | WTA Parijs        | hardcourt (i) | Bethanie Mattek-Sands  | Vera Doesjevina Jekaterina Makarova      | 6-4, 6-2      | details |
| verloren finales |            |                   |               |                        |                                          |               |         |
| 01.              | 1999-05-02 | WTA Bol           | gravel        | Andreea Vanc           | Jelena Kostanić Michaela Paštiková       | 5-7, 7-6, 2-6 | details |
| 02.              | 1999-05-16 | WTA Antwerpen     | gravel        | Louise Pleming         | Laura Golarsa Katarina Srebotnik         | 4-6, 2-6      | details |
| 03.              | 2000-10-22 | WTA Shanghai      | hardcourt (i) | Rita Grande            | Tamarine Tanasugarn Lilia Osterloh       | 5-7, 1-6      | details |
| 04.              | 2001-01-06 | WTA Gold Coast    | hardcourt     | Katie Schlukebir       | Giulia Casoni Janette Husárová           | 6-7, 5-7      | details |
| 05.              | 2001-03-04 | WTA Scottsdale    | hardcourt     | Kim Clijsters          | Lisa Raymond Rennae Stubbs               | walk-over     | details |
| 06.              | 2001-10-14 | WTA Filderstadt   | hardcourt (i) | Justine Henin          | Lindsay Davenport Lisa Raymond           | 4-6, 7-6, 5-7 | details |
| 07.              | 2002-10-13 | WTA Filderstadt   | hardcourt (i) | Paola Suárez           | Lindsay Davenport Lisa Raymond           | 2-6, 4-6      | details |
| 08.              | 2004-01-17 | WTA Sydney        | hardcourt     | Dinara Safina          | Cara Black Rennae Stubbs                 | 5-7, 6-3, 4-6 | details |
| 09.              | 2005-03-19 | WTA Indian Wells  | hardcourt     | Nadja Petrova          | Virginia Ruano Pascual Paola Suárez      | 6-7, 1-6      | details |
| 10.              | 2006-03-18 | WTA Indian Wells  | hardcourt     | Virginia Ruano Pascual | Lisa Raymond Samantha Stosur             | 2-6, 5-7      | details |
| 11.              | 2006-04-16 | WTA Charleston    | hardcourt     | Virginia Ruano Pascual | Lisa Raymond Samantha Stosur             | 6-3, 1-6, 1-6 | details |
| 12.              | 2006-08-06 | WTA San Diego     | hardcourt     | Anna-Lena Grönefeld    | Cara Black Rennae Stubbs                 | 2-6, 2-6      | details |
| 13.              | 2010-02-20 | WTA Memphis       | hardcourt (i) | Bethanie Mattek-Sands  | Vania King Michaëlla Krajicek            | 5-7, 2-6      | details |
| 14.              | 2010-08-28 | WTA New Haven     | hardcourt     | Bethanie Mattek-Sands  | Květa Peschke Katarina Srebotnik         | 5-7, 0-6      | details |
| 15.              | 2011-03-19 | WTA Indian Wells  | hardcourt     | Bethanie Mattek-Sands  | Sania Mirza Jelena Vesnina               | 0-6, 5-7      | details |
| 16.              | 2011-04-10 | WTA Charleston    | gravel        | Bethanie Mattek-Sands  | Sania Mirza Jelena Vesnina               | 4-6, 4-6      | details |

### Finaleplaatsen gemengd dubbelspel
| nr.              | finale     | toernooi | ondergrond | partner      | tegenstanders                 | score    |         |
| ---------------- | ---------- | -------- | ---------- | ------------ | ----------------------------- | -------- | ------- |
| gewonnen finales |            |          |            |              |                               |          |         |
| geen             |            |          |            |              |                               |          |         |
| verloren finales |            |          |            |              |                               |          |         |
| 1.               | 2007-09-09 | US Open  | hardcourt  | Leander Paes | Viktoryja Azarenka Maks Mirni | 4-6, 6-7 | details |

## Resultaten grandslamtoernooien
| Legenda | Legenda                          |
| ------- | -------------------------------- |
| g.t.    | geen toernooi gehouden           |
| l.c.    | lagere categorie                 |
| –       | niet deelgenomen                 |
| G       | uitgeschakeld in de groepsfase   |
| 1R      | uitgeschakeld in de eerste ronde |
| 2R      | uitgeschakeld in de tweede ronde |
| 3R      | uitgeschakeld in de derde ronde  |
| 4R      | uitgeschakeld in de vierde ronde |
| KF      | uitgeschakeld in de kwartfinale  |
| HF      | uitgeschakeld in de halve finale |
| F       | de finale verloren               |
| W       | het toernooi gewonnen            |
| w-v     | winst/verlies-balans             |

### Enkelspel
| Australian Open | –  | 1R | 1R | 2R | 2R | 3R | KF | 1R | 1R | 1R | 1R | –  | 8-10  |
| Roland Garros   | –  | –  | 1R | 2R | 4R | 1R | 3R | 3R | 1R | 1R | 2R | –  | 9-9   |
| Wimbledon       | –  | –  | 2R | 2R | 4R | 2R | 1R | 3R | 2R | 2R | 1R | –  | 10-9  |
| US Open         | 1R | 1R | 1R | 3R | 3R | 3R | 4R | 1R | 1R | 2R | 2R | 1R | 11-12 |

### Vrouwendubbelspel
| Toernooi        | 1999 | 2000 | 2001 | 2002 | 2003 | 2004 | 2005 | 2006 | 2007 |    | 2009 | 2010 | 2011  | w-v |
| --------------- | ---- | ---- | ---- | ---- | ---- | ---- | ---- | ---- | ---- | -- | ---- | ---- | ----- | --- |
| Australian Open | –    | 2R   | KF   | –    | KF   | 3R   | –    | HF   | KF   | –  | 1R   | KF   | 19-8  |     |
| Roland Garros   | 3R   | 3R   | 3R   | –    | 1R   | KF   | HF   | 2R   | KF   | –  | 1R   | 2R   | 18-10 |     |
| Wimbledon       | 2R   | 1R   | 1R   | 3R   | 2R   | KF   | KF   | KF   | 3R   | –  | 2R   | 2R   | 17-11 |     |
| US Open         | 2R   | 2R   | 2R   | KF   | 1R   | 2R   | 3R   | 2R   | KF   | 1R | KF   | –    | 16-11 |     |

### Gemengd dubbelspel
| Australian Open | –  | –  | HF | –  | –  | –  | 2R | 1R | KF | 6-4 |
| Roland Garros   | –  | 3R | –  | –  | –  | 1R | 1R | KF | 1R | 4-5 |
| Wimbledon       | 1R | 1R | 1R | –  | –  | –  | 2R | KF | 3R | 4-6 |
| US Open         | –  | –  | 1R | 1R | 2R | 1R | HF | F  | –  | 8-4 |